# IC 2832
IC 2832 је појединачна звијезда у сазвјежђу Лав која се налази на листи објеката дубоког неба у Индекс каталогу.
Деклинација објекта је + 13° 59' 21" а ректасцензија 11h 27m 25,1s.